# 心动公司

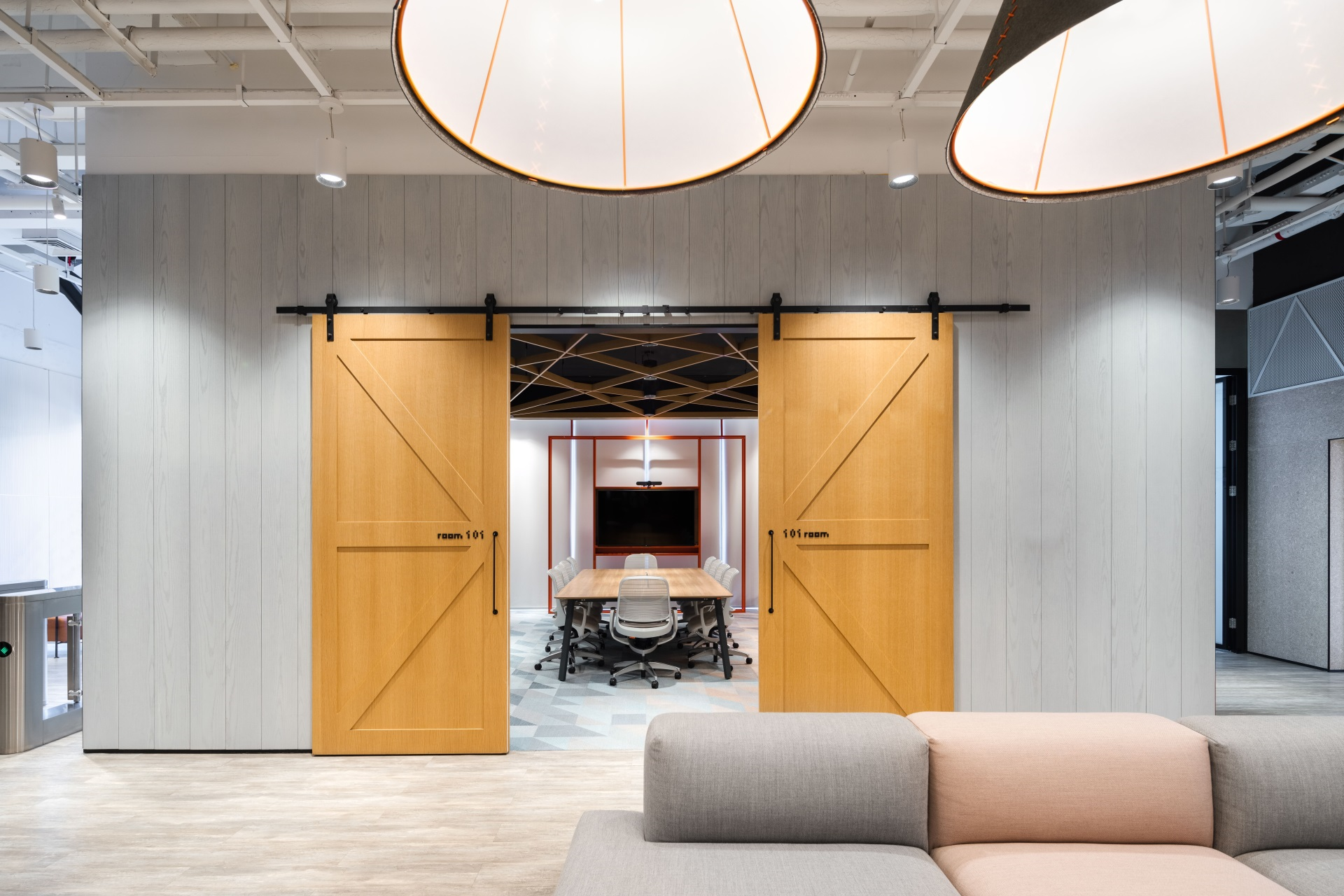
心动公司内景

心动网络股份有限公司（港交所：2400;简称“心动”）由黄一孟及其合伙人创立于2009年，是中国游戏公司，中国互联网百强企业，涉足游戏互联网产品开发、运营、发行等多个产业，前身为中国最早的互联网分享网站之一的VeryCD，公司于2019年在港交所挂牌上市。
心动公司产品包括网页端游戏《盛世三国》、《神仙道》、《仙侠道》等，移动客户端游戏《不休的乌拉拉》、《天天打波利》、《香肠派对》、《仙境传说：守护永恒的爱》以及自研游戏有《Flash Party》、《心动小镇》以及《火炬之光：无限》等。
旗下运营有游戏社区平台TapTap，以“发现好游戏”作为产品口号。按根据弗若斯特沙利文资料，按2018年月活用户来计，TapTap为中国最大的游戏社区平台。

## 历史发展

### 2010-2014页游开发与运营时期
2003年，黄一孟、戴云杰开始创业项目VeryCD，这是以「分享互联网」为愿景的P2P资源分享网站。用户以电驴为工具，通过VeryCD和互联网互相分享各自电脑中的电影、音乐、游戏等数字内容。 
2010年，随着互联网的发展和规范，用户间的P2P分享不论在版权、使用体验、下载速度等方面都遇到了困难。7年的VeryCD不得不面临转型，最终黄一孟决心创立「心动」，正式投身互联网游戏行业。VeryCD的创业经历，也为创业团队积累了互联网与社群运营经验。
2010年下半年，心动历经6个月研发的网页游戏「天地英雄」在2010年下半年上线。上线初期并不如意，在经历了一系列的线上调整和优化后，数据不断改善，最终月流水突破3000万元，成为当年网页游戏的一线产品。之后心动推出了首款网页和客户端双端互通的MMORPG「盛世三国」，及公司首款代理发行的游戏「神仙道」。其中「神仙道」，是首款月流水超过一亿元的网页游戏产品。
2012年-2014年，心动经历了一系列低谷。「开天辟地」等作品相继上线，但都未取得成功，这也给团队关于关于“什么是一款好游戏”有了更深的认知。 

### 2014-2015转型手游：对匠人的理解
2014年，心动投入巨大资源研发的「仙侠道」，承载了公司业务从页游转型手游的重任，并在上市前通过了腾讯渠道方严格的内部考核，结果市场反响并不热烈，公司遭受重大打击。在此之后，心动开始反思到，渠道压力与做好游戏有很大的矛盾，渠道过重的话语权，不利于产品独立与创新。之后心动开始尝试研发、运营、发行一体化战略。
2015年，心动获得「仙境传说RO」授权，在RO手游版发布会现场，心动宣告「作为游戏人，以匠人之心，用自豪的手艺骄傲地挣玩家的打赏钱」的理念，这不仅影响了RO手游版的研发理念，也烙印进了心动的产品观。
同年，心动第一款成功的自研IP手游「横扫千军」上线。iOS端由心动自主发行，随后登上App Store畅销榜；安卓端则交由渠道联运，但由于「横扫千军」侧重长生命周期，与渠道追求短期利益回报的需求有所冲突，游戏在渠道的评级仅为「B」级，这意味着得不到渠道全力宣传与流量配合。渠道绑架了流量，忽视游戏本身质量的现状，让心动尝试更进一步寻找自主途径。 

### 2016年以后的TapTap时期
2016年4月，TapTap安卓版上线。以坚持「不联运，零分成」为商业模式的TapTap,依靠优质内容反向吸引更多流量，以内容为核心，驱动自身增长。为心动的游戏研发与发行带来新的理念与突破口。
2016年，「天天打波利」安卓版在TapTap独占发行。这也是心动第一款作为IAP游戏获得App Store编辑推荐的作品，帮助心动成为iOS端具有口碑的发行商。
2017年，由心动代理发行的「艾希 - ICEY」在TapTap、iOS和Steam等平台上架，全平台售卖突破100万份，之后代理发行了「Juicy Realm」、「Muse Dash」等口碑游戏。
2018年，心动推出的「香肠派对」，上线伊始尚不尽如人意，但有了TapTap，这款产品获得了更长的生命周期，上线后第三年商业价值回升，持续地为TapTap带来了大量新用户。
2019年12月12日，心动公司(2400.HK)成功在港上市。
2020年，心动发布上市后首份「致股东信」，明确地提出：心动应该只关注长期价值。

## 对外投资
2017年2月，三七互娱与游族网络同时宣布投资心动网络，各自以自有资金人民币1.0005亿元认购心动网络新增股票725万股。
2020年8月27日，心动网络与卖方订立股权转让协议，据此，心动网络有条件同意购买，而卖方有条件同意出售，彼等拥有的合共易玩18.34%股权，总代价为人民币3.3亿元。完成后，心动网络将拥有易玩74.12%股权。易玩经营一个中国领先的游戏社区及平台TapTap。

## 融资
2020年6月24日，心动公司发布公告称，已根据一般授权配售现有股份及认购新股份。卖方配售及认购事项的估计所得款项净额约为7.7亿港元，补足卖方为Aiks Danger Inc.，配售代理为中信里昂及摩根大通。

## 旗下公司
| 名称                                                           | 主要营业活动           | 成立日期      | 成立地点 |
| -------------------------------------------------------------- | ---------------------- | ------------- | -------- |
| 心动网络                                                       | 游戏开发及运营         | 2011年7月29日 | 中国     |
| 龙成                                                           | 海外网络游戏运营及发行 | 2015年9月14日 | 中国     |
| 易玩                                                           | TapTap运营             | 2016年3月28日 | 中国     |
| 注：本表所载明公司之数据，均依据心动公司2019年香港上市招股书。 |                        |               |          |

2015年1月，心动网络出资成立心动娱乐有限公司，同年4月宣布开启“心动偶像补完计划”，打造原创女子偶像团体战斗少女ATF。2015年9月1日，心动娱乐宣布已获得2.5亿元人民币投资，首批16名偶像团体入选成员亮相。2016年3月，ATF组合正式出道。2017年12月，ATF组合停止活动。

## 运营产品

### 手机游戏
- 出發吧麥芬
- 鈴蘭之劍
- 仙境传说RO
- 异次元通讯
- 香肠派对
- 青春篮球
- 天天打波利
- 横扫千军
- 盖世英雄
- 去月球
- 节奏大爆炸
- 三国罗曼史
- 横冲直撞
- 元气偶像季
- 创想世界
- 双子 Gemini
- 神仙道高清重制版
- 说剑
- 将神手机版
- 不是英雄
- 神仙道手机版
- 仙侠道手机版
- 喵斯快跑 （日服）[13]
- 心灵战争
- 最终王冠
- 深渊地平线
- 交响性百万亚瑟王
- COMPASS 战斗天赋解析系统
- 明日方舟 （台服）
- Rotaeno - 旋转音律
- 泰拉瑞亚

### 電腦游戏
大俠立志傳

### 网页游戏
- 天地英雄（2010年上线运营，2018年停运。）
- 神仙道
- 将神
- 仙侠道
- 仙侠道2
- 盛世三国